# 크리스티 힌즈
크리스티 힌즈(Kristy Hinze, 1979년 10월 16일 ~ )는 오스트레일리아의 모델, 배우, 사회자이다.